# 今小路成冬
今小路 成冬（いまのこうじ なりふゆ）は、南北朝時代の公卿。権中納言・今小路持冬の子。

## 官歴
- 寛正元年（1460年）1月6日、従三位に叙される。左中将は元の如し。
- 延徳元年（1489年）、正三位に昇叙。
- 永正2年（1505年）、出家する。